# Islesburgh

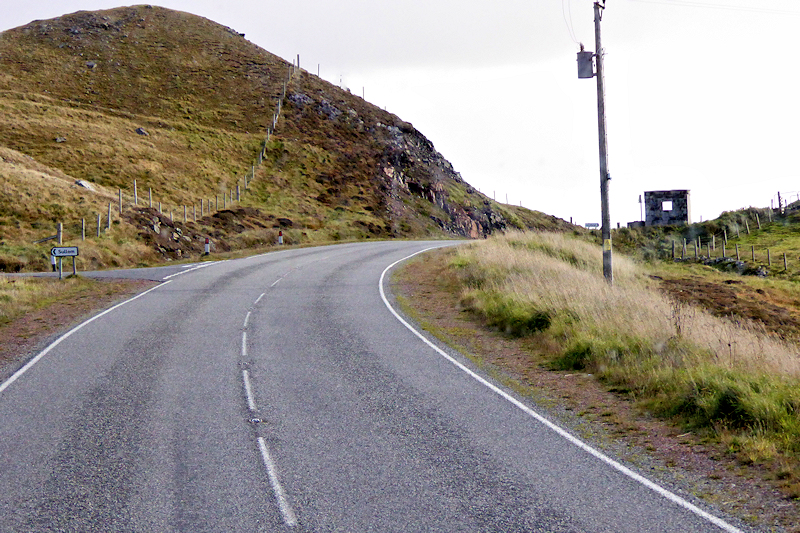
Die A970 bei Islesburgh

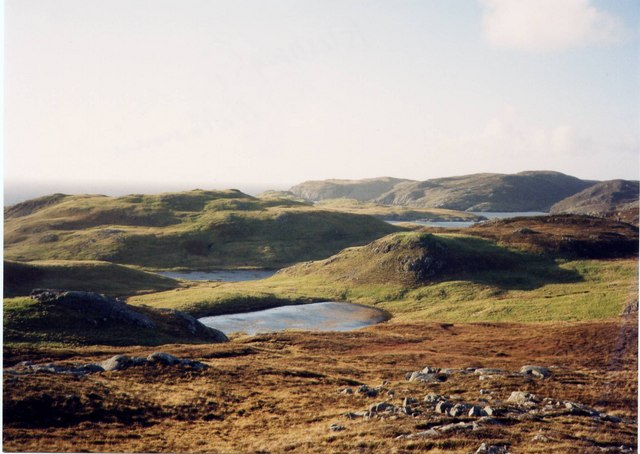
Die Landschaft um Islesburgh

Islesburgh ist eine kleine Ortschaft, die in Schottland im Norden der Shetlandinseln liegt.

## Geographie
Das kleine Islesburgh, dessen Zentrum ein Bauernhof bildet, liegt am südlichen Ende der Halbinsel Northmavine, die einen nordwestlichen Ausläufer von Mainland bildet. Nach Mavis Grind ist es einen knappen Kilometer im Süden. Die Gegend ist dünn besiedelt, nächste größere Ortschaft ist Brae im Südosten.

## Historisches
Im Rahmen der historischen Gliederung Schottlands in Civil Parishes zählt Islesburgh zu Northmaven.